# Let's Go Home Together
Let's Go Home Together è un singolo dei cantanti britannici Ella Henderson e Tom Grennan, pubblicato il 19 febbraio 2021 come quinto estratto dal secondo album in studio di Grennan Evering Road.

## Descrizione
Il brano è stato scritto dalla stessa Henderson con James Arthur e il team di produzione TMS e prodotto da quest'ultimo. È composto in chiave di Fa maggiore ed ha un tempo di 78 battiti per minuto.

## Video musicale
Il video musicale del brano, diretto da Michael Holyk, è stato reso disponibile il 25 febbraio 2021.

## Esibizioni dal vivo
Henderson e Grennan si sono esibiti per la prima volta con la canzone il 19 febbraio 2021 al Graham Norton Show.

## Tracce
Download digitale
1. Let's Go Home Together – 3:28

Download digitale (Luca Schreiner remix)
1. Let's Go Home Together – 2:50

Download digitale (Charlie Hedges & Eddie Craig remix)
1. Let's Go Home Together – 3:54

Download digitale (Madism remix)
1. Let's Go Home Together – 3:24

## Successo commerciale
Nella settimana del 29 aprile 2021 Let's Go Home Together ha raggiunto la 10ª posizione della Official Singles Chart britannica grazie a 26 254 unità, diventando la quinta top ten di Ella Henderson e la seconda di Tom Grennan.

## Classifiche

### Classifiche settimanali
| Classifica (2021) | Posizione massima |
| ----------------- | ----------------- |
| Croazia           | 57                |
| Irlanda           | 11                |
| Regno Unito       | 10                |

### Classifiche di fine anno
| Classifica (2021) | Posizione |
| ----------------- | --------- |
| Irlanda           | 38        |
| Regno Unito       | 25        |